# Brod-Posavina distrikt
Brod-Posavina distrikt (kroatisk: Brodsko-posavska županija) er et distrikt i Kroatien, beliggende ved floden Sava. Det ligger mod syd i regionen Slavonien, og grænser mod nabolandet Bosnien-Hercegovina i syd. Mod vest grænser det til distriktet Sisak-Moslavina, i nord til Požega-Slavonia og Osijek-Baranja, og i øst til Vukovar-Srijem. Den største by og distriktshovedstad er Slavonski Brod, andre større byer er Nova Gradiška, Vrpolje og Slavonski Šamac.

## Administrativ inddeling
Brod-Posavina distrikt er inddelt i to byer og 26 kommuner.

### Byer
- Slavonski Brod (distriktshovedstad)
- Nova Gradiška

### Kommuner
- Bebrina
- Brodski Stupnik
- Bukovlje
- Cernik
- Davor
- Donji Andrijevci
- Dragalić
- Garčin
- Gornja Vrba
- Gornji Bogićevci
- Gundinci
- Klakar
- Nova Kapela
- Okučani
- Oprisavci
- Oriovac
- Podcrkavlje
- Rešetari
- Sibinj
- Sikirevci
- Slavonski Šamac
- Stara Gradiška
- Staro Petrovo Selo
- Velika Kopanica
- Vrbje
- Vrpolje